# يوم الرؤساء

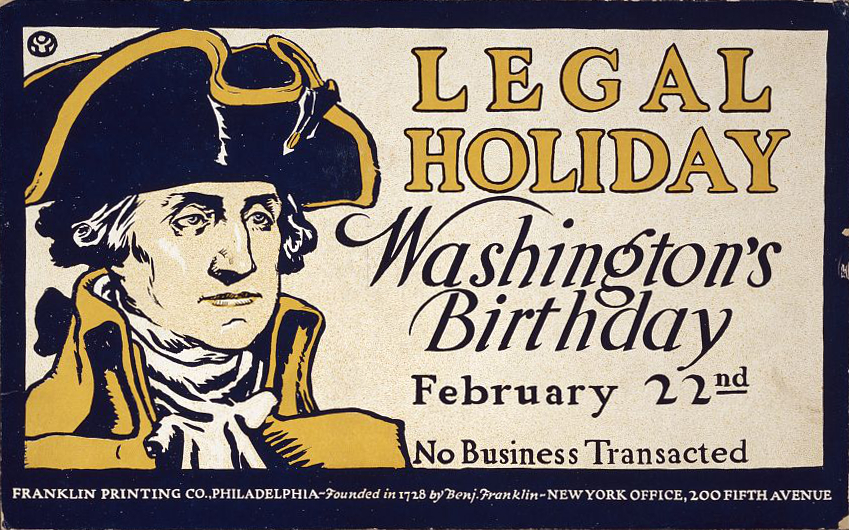
ملصق إعلاني ليوم الرؤساء

يوم الرؤساء هو عيد رسمي في الولايات المتحدة الأمريكية. يحتفل بهذا العيد يوم الإثنين الثالث من فبراير كل سنة. في البداية، كان العيد يحتفل كعيد ميلاد جورج واشنطن، ولكن في الحقيقة، ولد الرئيس واشنطون في الحادي عشر من فبراير، وليس في اثنين وعشرين من فبراير. غيّر التاريخ عندما أمريكا بدأت استخدام التقويم "Gregorian" وما زال يستخدم هذا التقويم اليوم. أيضا الرئيس ايبراهيم لينكون زعيم مشهورا آخر. عيد ميلاده أيضاً في فبراير، في الثاني عشر من ذلك الشهر. وبدأت أمريكا الاحتفال بهذا اليوم في سنة 1865 م، السنة بعد اغتيال الرئيس لينكون عن يد جون ولكس بوث.
في 1968 م، قرر مجلس النواب الأمريكي الاحتفال بعيد ميلاد الرئيسين واشنطون ولينكون، ولكن عيد ميلاد واشنطون فقط كان يحتفل بشكل رسميّ، ويوم الإثنين الثالث من فبراير ما زال يسمى «عيد ميلاد واشنطن» رسميا. ومع ذلك فإن الرئيس نيكسون أعلن يوم الإثنين الثالث من فبراير كيوم العيد لكل الرؤساء، ولكن هذا الإعلان ليس رسميا. آمن نيكسون أن إعلان رئاسي امتلك مفس السلطة النظيرة مثل أوامر التنفيذية. وبالرّغم من هذه مشكلة، الشعب الأمريكي يعدّ يوم الاثنين الثالث من فبراير يوم الاحتفال لكل الرؤساء مند واشنطون، مثل إرادة الرئيس نيكسون.

## أيام العطل الرسمية للدولة
على الرغم من أن عيد ميلاد لنكولن، 12 فبراير، لم يكن يومًا عطلة فيدرالية، إلا أن ما يقرب من نصف حكومات الولايات أعادت تسمية احتفالاتها بعيد ميلاد واشنطن رسميًا باسم «يوم الرؤساء» أو «يوم واشنطن ولينكولن» أو غيرها من التسميات المماثلة. (في الترتيب التاريخي لرؤساء الولايات المتحدة غالبًا ما يكون لينكولن وواشنطن هما أعلى رئيسين.)
في الولايات التالية ومقتنيات الولايات المتحدة، عيد ميلاد واشنطن هو عطلة رسمية رسمية ويُعرف باسم:
«استخدام كلمة» الرئيس «في العنوان الرسمي»
- «يوم الرؤساء» في هاواي،[5] نيو مكسيكو، داكوتا الشمالية، [6] أوكلاهوما، بنسلفانيا،[7] بورتوريكو، ساوث داكوتا، تكساس، فيرمونت، وواشنطن [8]
- «يوم الرئيس» في ألاسكا، أيداهو، ماريلاند، نبراسكا، نيو هامبشاير، تينيسي، فيرجينيا الغربية، وايومنغ
- «يوم الرؤساء» في نيفادا ونيوجيرسي وأوريجون
- «عيد ميلاد واشنطن / عيد الرئيس» في مين
- «لينكولن / واشنطن / يوم الرؤساء» في ولاية أريزونا

 «استخدام» واشنطن «وحدها»
- يوم جورج واشنطن في فرجينيا
- عيد ميلاد واشنطن في إلينوي، آيوا، [9] ماساتشوستس، [10] ميشيغان، [11] لويزيانا ونيويورك[12]

 باستخدام كل من «واشنطن» و «لينكولن» 
- عيد ميلاد لينكولن وواشنطن في مونتانا
- يوم واشنطن - لينكولن في كولورادو، [13] أوهايو[14]
- يوم واشنطن ولينكولن في ولاية يوتا [15]
- عيد ميلاد واشنطن ولينكولن في مينيسوتا [16]

«استخدام» واشنطن «وشخص آخر»
- عيد ميلاد جورج واشنطن / توماس جيفرسون في ألاباما[17]
- عيد ميلاد جورج واشنطن وديزي بيتس يوم في أركنساس

 بدون اسم 
- «يوم الاثنين الثالث من شهر فبراير» في ولاية كاليفورنيا؛ عيد ميلاد لينكولن، 12 فبراير، المعروف صراحةً باسم «يوم لينكولن»، هو عطلة منفصلة.[18][19]

تكرم عدة ولايات الرؤساء بأعياد رسمية لا تقع في يوم الاثنين الثالث من شهر فبراير. في ماساتشوستس، تحتفل الولاية رسميًا «بعيد ميلاد واشنطن» في نفس يوم العطلة الفيدرالية. يوجه قانون الولاية أيضًا الحاكم لإصدار إعلان «يوم الرؤساء» السنوي في 29 مايو (عيد ميلاد جون ف. كينيدي)، لتكريم الرؤساء من أصول ماساتشوستس: كينيدي، جون آدامز، جون كوينسي آدامز وكالفين كوليدج. في كاليفورنيا،  نكولن عيد ميلاد أبراهام لينكولن لا يزال عطلة رسمية، يصادف في شباط (فبراير) 12 بغض النظر عن يوم الأسبوع.
في نيو مكسيكو، يتم الاحتفال بيوم الرؤساء، على الأقل باعتباره عطلة مدفوعة من قبل حكومة الولاية، في الجمعة التالي عيد الشكر، على الرغم من أن العطلة الرسمية تظل يوم الإثنين الثالث من شهر فبراير. في جورجيا، عيد ميلاد واشنطن ليس عطلة مدفوعة من قبل حكومة الولاية، على الرغم من أنه حتى عام 2018 كان يحتفل به رسميًا في ليلة عيد الميلاد. وبالمثل، في إنديانا، يتم الاحتفال بعيد ميلاد واشنطن عشية عيد الميلاد، أو اليوم الذي يسبق عطلة نهاية الأسبوع إذا صادف عيد الميلاد يوم السبت أو الأحد، بينما عيد ميلاد لينكولن هو اليوم الذي يلي عيد الشكر.